# Love Tester

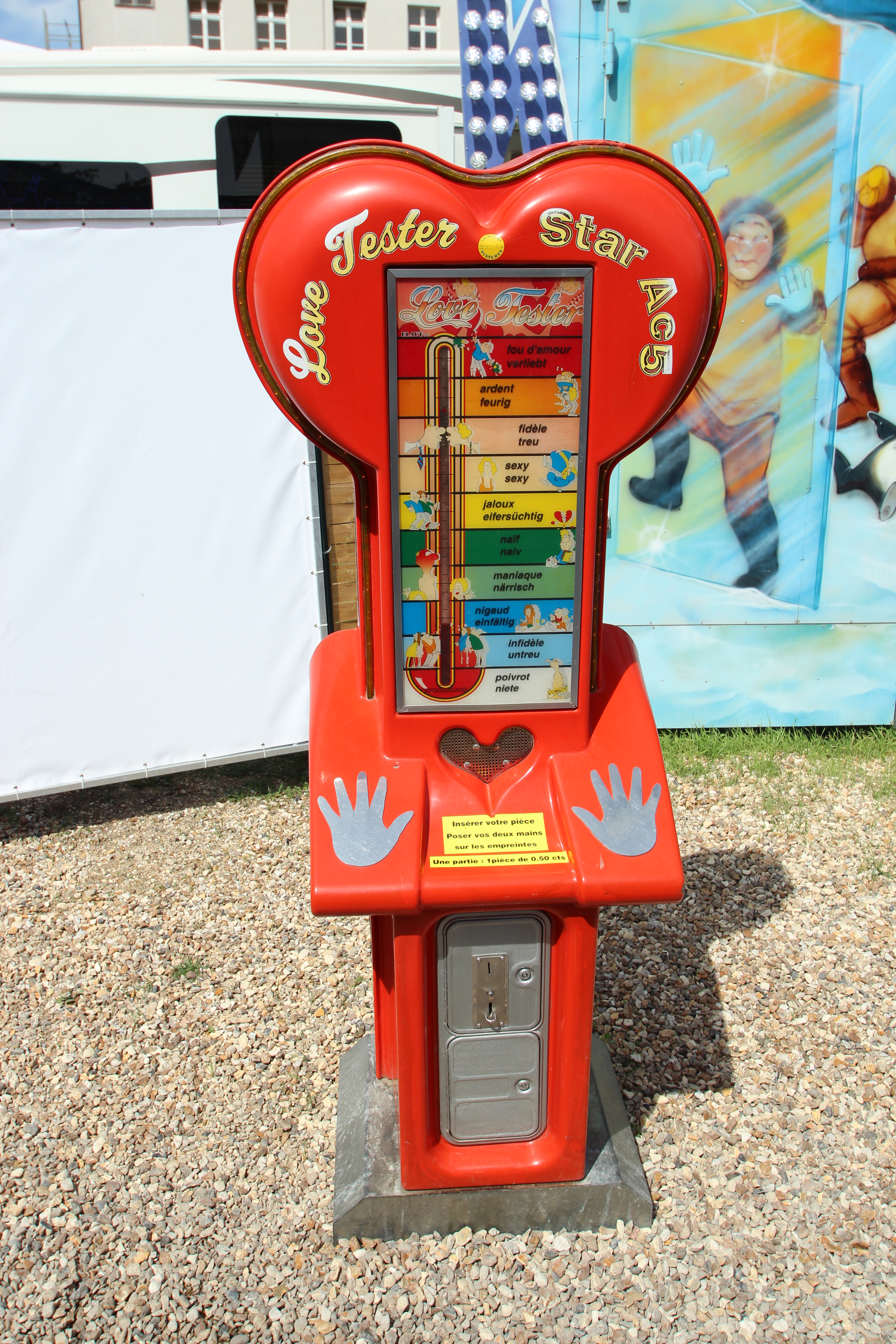
Love Tester à la fête des Loges.

Le Love Tester (« baromètre d'amour ») est un jouet qui, comme son nom l'indique, prétend mesurer les sentiments amoureux entre deux personnes.
Il peut aussi être considéré comme un jeu de divertissement de fête foraine ou de parc d'attractions.
Il est inventé par Gunpei Yokoi et commercialisé en 1969 par Nintendo.
Cependant il existe de nombreux modèles de ces jouets, notamment celui de Nintendo composé d'un cadran rectangulaire dont chaque côté comporte une ficelle finie par une boule ; mais aussi - entre autres - un modèle similaire à une borne d'arcade.
Les points communs sont un système de mesure de conduction (composé d'un transistor et d'un conductimètre) et un cadran qui est censé indiquer l'affinité amoureuse entre les deux participants.
Un système permettant d'introduire des pièces (dans le cadre d'une fête foraine par exemple) est parfois présent.
Selon les modèles, le fonctionnement diffère :
- pour utiliser le Love Tester de Nintendo, les deux personnes se tiennent la main puis chacune tient l'une des boules de l'appareil en main
- pour utiliser les Love Tester de foires, les deux personnes se tiennent la main puis chacune tient l'appareil / la borne d'arcade de sa main libre.

Celui-ci mesure alors simplement la conductivité électrique.
Le cadre peut au choix afficher (selon les modèles) : 
- des unités "love", comme "1 love", "2 love" , etc.[3]
- des sentiments "Jaloux", "Fou d'amour" etc.
- un chiffre de 0 à 100 (100 étant le signe d'un amour fou et 0 d'un amour inexistant) par exemple